# Sega Model 2
Sega Model 2 es una placa de arcade creada por Sega destinada a los salones arcade.

## Descripción
El Sega Model 2 fue lanzada por Sega en 1993.
Posee un procesador Intel i960-KB de 32 bits RISC @ 25 MHz. y tiene un procesador de sonido 68000 trabajando a 10 MHz., esta placa es una de las más recordadas de Sega, además tuvo varias revisiones posteriores.
En esta placa funcionaron varios títulos, entre ellos el mítico Daytona USA.

## Especificaciones técnicas

### Procesador
- Intel i960-KB de 32 bits RISC @ 25 MHz.

### Audio
- 68000 trabajando a 10 MHz.

Chips de Sonido:
- - 2 x personalizado de 28 canales PCM chips, 1 para Música y 1 para los efectos (Can access up to 8meg sample rom *per chip*)
  - Sound Timing Chip: YM3834 @ 8MHz (only used for its timers)
  - Audio RAM: 540 Kilobytes (4 megabits)

### Video
- Fujitsu TGP MB86234 FPU 32bits 16M flops 
  - Resolución: 496x384, 65536 colores simultáneos en pantalla
  - Geometría: 300.000 polígonos/s., 900.000 vectores/s.
  - Rendering: 1,200,000 pixeles/s.
  - Video: Shading Flat Shading, Perspective Texture, Micro Texture, Multi Window, Diffuse Reflection, Specula Reflection.

## Lista de videojuegos
- Behind Enemy Lines (1997) - Model 2C-CRX
- Bingo Party Phoenix (1998) - Model 2C-CRX
- Cyber Troopers Virtual On (1995) - Model 2B-CRX
- Daytona USA (1994) - Model 2
- Dead or Alive (1996) - Model 2A/2B-CRX
- Desert Tank (1994) - Model 2
- Dynamite Baseball (1996) - Model 2B-CRX
- Dynamite Baseball '97 (1997) - Model 2B-CRX
- Dynamite Cop / Dynamite Deka 2 (1998) - Model 2A/2B/2C-CRX
- Fighting Vipers (1995) - Model 2B-CRX
- Gunblade NY (1996) - Model 2B-CRX
- Indy 500 (1995) - Model 2B-CRX
- Last Bronx (1996) - Model 2B-CRX
- Manx TT Superbike (1995) - Model 2A-CRX
- Motor Raid (1997) - Model 2A-CRX
- Over Rev (1997) - Model 2B/2C-CRX
- Pilot Kids (1999) - Model 2A/2B-CRX
- Power Sled (1996) - Model 2B-CRX
- Rail Chase 2 (1995) - Model 2B-CRX
- Roulette Club (1996) - Model 2B-CRX
- Roulette Club DX (1997) - Model 2B-CRX
- Royal Ascot II (1997) - Model 2C-CRX
- Sega Rally Championship (1995) - Model 2A-CRX
- Sega Ski Super G (1996) - Model 2C-CRX
- Sega Touring Car Championship (1996) - Model 2C-CRX
- Sega Water Ski (1997) - Model 2C-CRX
- Sonic Championship / Sonic the Fighters (1996) - Model 2B-CRX
- Sky Target (1995) - Model 2A-CRX
- Super GT 24h (1996) - Model 2B-CRX
- The House of the Dead (1996) - Model 2C-CRX
- Top Skater (1997) - Model 2C-CRX
- Virtua Cop (1994) - Model 2
- Virtua Cop 2 (1995) - Model 2A-CRX
- Virtua Fighter 2 (1994) - Model 2A-CRX
- Virtua Fighter 2.1 (1995) - Model 2A-CRX
- Virtua Striker (1995) - Model 2B-CRX
- Wave Runner (1996) - Model 2C-CRX
- Zero Gunner (1997) - Model 2A/2B-CRX